# Zahrensee bei Dabelow
Das Naturschutzgebiet Zahrensee bei Dabelow ist ein 10 Hektar umfassendes Naturschutzgebiet in Mecklenburg-Vorpommern unweit nördlich der Siedlung Carolinenhof. Der namensgebende Ort Dabelow befindet sich einen Kilometer nördlich. Die Unterschutzstellung erfolgte am 2. März 1972 mit dem Ziel, einen künstlich stark abgesenkten See mit angrenzenden Moorflächen zu erhalten.
Das Naturschutzgebiet befindet sich im südwestlichen Teil des Naturparks Feldberger Seenlandschaft und ist nach EU-Recht als FFH-Gebiet eingestuft.
Der aktuelle Gebietszustand wird als unbefriedigend angesehen, da durch Absenkung des Wasserspiegels in der Vergangenheit umfangreich Nährstoffe in den See gelangten und sich nachteilig auf dessen Zustand auswirkte. Die angrenzenden Moorflächen waren ebenfalls umfangreich betroffen.
Ein Teil der Flächen gehört der Stiftung Umwelt und Naturschutz in Mecklenburg-Vorpommern. Es existieren keine öffentlichen Wege im Gebiet.

## Geschichte
Die Flächen liegen in einer Sanderlandschaft, die in der letzten Eiszeit entstand. Der Zahrensee liegt in einer nacheiszeitlichen Abflussbahn des Schmelzwassers. Die Schmettausche Karte aus dem Jahr 1788 zeigt den See mit einer Fläche von ungefähr 12 Hektar. Gesäumt wurde der See am Nordufer von Erlen und am Südufer von einem Durchströmungsmoor. Beeinflussungen des Seewasserspiegels begannen im 19. Jahrhundert durch die Anlage von Gräben in Richtung Dabelow und später in Richtung Süden. Die Fläche des Sees verringerte sich so auf 6 Hektar im Jahr 1940. Die trockenfallenden Moorflächen zersetzten sich und setzten große Nährstoffmengen frei, die in den See gelangten. Die aktuelle Gewässerfläche beträgt nur noch einen Hektar. Im Jahr 1997 wurde versucht, durch Bau einer Stauanlage den Wasserspiegel des Sees wieder anzuheben.

## Pflanzen- und Tierwelt
Die verbleibende Seefläche wird von Schilf und Rohrkolben eingenommen. Torfmoosreiche Reste des Moores sind rund um den See vorhanden. Gen Westen schließen sich Gebüsche aus Weide und Erle an.
Brutvögel im Gebiet sind Kranich, Graugans, Schellente, Rohrschwirl, Rohrdommel, Waldschnepfe, Teichrohrsänger, Rohrweihe, Rohrammer und Wasserralle. Moorfrosch und Fischotter kommen vor. Weiterhin leben zahlreiche Libellenarten im Gebiet, darunter Große Moosjungfer und Speer-Azurjungfer.